# Élections municipales de 2020 dans les Pyrénées-Orientales
Les élections municipales françaises de 2020 étaient prévues les 15 et 22 mars 2020. Comme dans le reste de la France, le report du second tour est annoncé en pleine crise sanitaire liée à la propagation du coronavirus (Covid-19).

## Résultats au niveau départemental

### Maires sortants et maires élus
Le scrutin est marqué par une grande stabilité politique, surtout dans les villes de plus de 5000 habitants. La première ville du département, Perpignan, est gagnée par le Rassemblement national pour la première fois. On note trois autres changements d'importance à Elne, regagnée par le PCF, ainsi qu'à Pia et Toulouges, où des candidats sans étiquette l'emportent face à la gauche. 
| Commune                      | Population | Maire sortant            | Parti | Parti | Maire élu              | Parti | Parti |
| ---------------------------- | ---------- | ------------------------ | ----- | ----- | ---------------------- | ----- | ----- |
| Alénya                       | 3 601      | Jean-André Magdalou      |       | PCF   | Jean-André Magdalou    |       | PCF   |
| Amélie-les-Bains-Palalda     | 3 460      | Alexandre Reynal         |       | PS    | Marie Costa            |       | Junts |
| Argelès-sur-Mer              | 10 383     | Antoine Parra            |       | PS    | Antoine Parra          |       | PS    |
| Bages                        | 4 174      | Serge Soubielle          |       | DVG   | Marie Cabrera          |       | DVG   |
| Baho                         | 3 217      | Patrick Got              |       | LR    | Patrick Got            |       | LR    |
| Banyuls-sur-Mer              | 4 761      | Jean-Michel Solé         |       | DVD   | Jean-Michel Solé       |       | DVD   |
| Bompas                       | 7 254      | Jean-Paul Batlle         |       | DVD   | Laurence Ausina        |       | DVD   |
| Cabestany                    | 10 106     | Jean Vila                |       | PCF   | Jean Vila              |       | PCF   |
| Canet-en-Roussillon          | 12 130     | Bernard Dupont           |       | LR    | Stéphane Loda          |       | LR    |
| Canohès                      | 6 097      | Jean-Louis Chambon       |       | DVD   | Jean-Louis Chambon     |       | DVD   |
| Céret                        | 7 798      | Alain Torrent            |       | DVG   | Michel Coste           |       | DVG   |
| Claira                       | 4 181      | Hélène Malé              |       | DVD   | Marc Petit             |       | SE    |
| Elne                         | 8 941      | Yves Barniol             |       | DVD   | Nicolas Garcia         |       | PCF   |
| Espira-de-l'Agly             | 3 455      | Philippe Fourcade        |       | DVD   | Philippe Fourcade      |       | DVD   |
| Ille-sur-Têt                 | 5 446      | William Burghoffer       |       | PS    | William Burghoffer     |       | PS    |
| Le Barcarès                  | 5 915      | Alain Ferrand            |       | LR    | Alain Ferrand          |       | LR    |
| Le Boulou                    | 5 514      | Nicole Villard-Schlatter |       | PS    | François Comes,        |       | DVG   |
| Le Soler                     | 7 710      | Armelle Revel-Fourcade   |       | LR    | Armelle Revel-Fourcade |       | LR    |
| Millas                       | 4 279      | Damienne Beffara         |       | PS    | Jacques Garsau         |       | MR    |
| Palau-del-Vidre              | 3 142      | Marcel Descossy          |       | LR    | Bruno Galan            |       | LR    |
| Perpignan                    | 120 158    | Jean-Marc Pujol          |       | LR    | Louis Aliot            |       | RN    |
| Pézilla-la-Rivière           | 3 662      | Jean-Paul Billès         |       | DVD   | Jean-Paul Billès,      |       | DVD   |
| Pia                          | 9 035      | Michel Maffre            |       | PS    | Jérôme Palmade         |       | DVD   |
| Pollestres                   | 4 887      | Daniel Mach              |       | LR    | Jean-Charles Moriconi  |       | LR    |
| Port-Vendres                 | 4 129      | Jean-Pierre Romero       |       | LR    | Grégory Marty          |       | DVD   |
| Prades                       | 6 124      | Jean Castex              |       | LR    | Jean Castex            |       | LR    |
| Rivesaltes                   | 8 610      | André Bascou             |       | LR    | André Bascou           |       | LR    |
| Saint-André                  | 3 443      | Francis Manent           |       | PRG   | Samuel Moli            |       | DVG   |
| Saint-Cyprien                | 10 511     | Thierry Del Poso         |       | LR    | Thierry Del Poso       |       | LR    |
| Saint-Estève                 | 11 658     | Robert Vila              |       | LR    | Robert Vila            |       | LR    |
| Saint-Hippolyte              | 3 052      | Madeleine Garcia-Vidal   |       | DVG   | Madeleine Garcia-Vidal |       | DVG   |
| Saint-Laurent-de-la-Salanque | 10 246     | Alain Got                |       | LREM  | Alain Got              |       | LREM  |
| Sainte-Marie                 | 4 773      | Pierre Roig              |       | LR    | Edmond Jorda           |       | DVD   |
| Saleilles                    | 5 282      | François Rallo           |       | LR    | François Rallo         |       | LR    |
| Salses-le-Château            | 3 501      | Jean-Jacques Lopez       |       | PS    | Jean-Jacques Lopez     |       | PS    |
| Sorède                       | 3 267      | Yves Porteix             |       | LREM  | Yves Porteix           |       | LREM  |
| Thuir                        | 7 635      | René Olive               |       | PS    | René Olive             |       | PS    |
| Torreilles                   | 3 812      | Marc Médina              |       | DVD   | Marc Médina            |       | DVD   |
| Toulouges                    | 6 881      | Jean Roque               |       | PS    | Nicolas Barthe         |       | DVG   |
| Villelongue-de-la-Salanque   | 3 254      | José Lloret              |       | DVD   | Whueymar Deffradas     |       | SE    |
| Villeneuve-de-la-Raho        | 3 926      | Jacqueline Irles         |       | LR    | Jacqueline Irles       |       | LR    |

### Résultats en nombre de maires
| Partis       | Partis                    | Maires sortants | Maires élus | Évolution     |
| ------------ | ------------------------- | --------------- | ----------- | ------------- |
|              | Parti socialiste          | 9               | 4           | 5             |
|              | Divers gauche             | 3               | 6           | 3             |
|              | Parti communiste français | 2               | 3           | 1             |
|              | Parti radical de gauche   | 1               | 0           | 1             |
| Total gauche | Total gauche              | 15              | 13          | 2             |
|              | La République en marche   | 2               | 2           | en stagnation |
|              | Parti radical             | 2               | 2           | en stagnation |
| Total centre | Total centre              | 2               | 3           | 1             |
|              | Les Républicains          | 15              | 12          | 3             |
|              | Divers droite             | 9               | 9           | en stagnation |
| Total droite | Total droite              | 24              | 21          | 3             |
|              | Sans étiquette            | 0               | 2           | 2             |
|              | Rassemblement national    | 0               | 1           | 1             |
|              | Junts                     | 0               | 1           | 1             |
| Total        | Total                     | 41              | 41          | -             |

### Résultats dans les communes de plus de 1 000 habitants
|       | Divers                    | DIV            | 28 282  | 17,79 | 125   | 18 383 | 27,45 | 172 | 297   | 14,99 |  |  |  |  |
|       | Divers droite             | DVD            | 25 798  | 16,22 | 228   | 1 411  | 2,11  | 23  | 251   | 12,67 |  |  |  |  |
|       | Divers gauche             | DVG            | 23 189  | 14,58 | 159   | 7 231  | 10,80 | 85  | 244   | 12,32 |  |  |  |  |
|       | Rassemblement national    | RN             | 12 189  | 7,67  | 11    | 16 247 | 24,26 | 43  | 54    | 2,73  |  |  |  |  |
|       | Les Républicains          | LR             | 10 955  | 6,89  | 82    | 13 908 | 20,76 | 13  | 95    | 4,80  |  |  |  |  |
|       | Divers centre             | DVC            | 5 171   | 3,25  | 8     |        |       |     | 8     | 0,40  |  |  |  |  |
|       | Europe Écologie Les Verts | VEC            | 3 774   | 2,37  | 0     | 0      | 0,00  |     |       |       |  |  |  |  |
|       | Parti communiste français | COM            | 1 796   | 1,13  | 27    | 27     | 1,36  |     |       |       |  |  |  |  |
|       | Union de la gauche        | UG             | 1 055   | 0,66  | 0     | 1 147  | 1,71  | 7   | 7     | 0,35  |  |  |  |  |
|       | Extrême gauche            | EXG            | 197     | 0,12  | 0     |        |       |     | 0     | 0,00  |  |  |  |  |
|       | Sans étiquette            | Sans étiquette | 46 603  | 29,31 | 865   | 8 653  | 12,92 | 133 | 998   | 50,38 |  |  |  |  |
|       |                           |                |         |       |       |        |       |     |       |       |  |  |  |  |
| Total | Total                     | Total          | 159 009 | 100   | 1 505 | 66 980 | 100   | 476 | 1 981 | 100   |  |  |  |  |

## Résultats dans les communes de plus de3 000 habitants

### Alénya
- Maire sortant : Jean-André Magdalou (PCF)
- 27 sièges à pourvoir au conseil municipal (population légale 2017 : 3 601 habitants)
- 6 sièges à pourvoir au conseil communautaire (CC Sud Roussillon)

|                          | Jean-André Magdalou      | PCF                      | 940   | 100   | 27 | 6 |  |  |
|                          |                          |                          |       |       |    |   |  |  |
| Votes valides            | Votes valides            | Votes valides            | 940   | 91,44 |    |   |  |  |
| Votes blancs             | Votes blancs             | Votes blancs             | 34    | 3,31  |    |   |  |  |
| Votes nuls               | Votes nuls               | Votes nuls               | 54    | 5,25  |    |   |  |  |
| Total                    | Total                    | Total                    | 1 028 | 100   | 27 | 6 |  |  |
| Abstention               | Abstention               | Abstention               | 1 796 | 63,60 |    |   |  |  |
| Inscrits / participation | Inscrits / participation | Inscrits / participation | 2 824 | 36,40 |    |   |  |  |

### Amélie-les-Bains-Palalda
- Maire sortant : Alexandre Reynal (PS)
- 23 sièges à pourvoir au conseil municipal (population légale 2017 : 3 460 habitants)
- 11 sièges à pourvoir au conseil communautaire (CC du Haut Vallespir)

| Tête de liste            | Tête de liste            | Liste                    | Premier tour | Premier tour | Second tour | Second tour | Sièges | Sièges |
| Tête de liste            | Tête de liste            | Liste                    | Voix         | %            | Voix        | %           | CM     | CC     |
| ------------------------ | ------------------------ | ------------------------ | ------------ | ------------ | ----------- | ----------- | ------ | ------ |
|                          | Marie Costa              | Junts                    | 638          | 37,01        | 1 022       | 53,93       | 18     | 9      |
|                          | Alexandre Reynal         | PS                       | 713          | 41,36        | 873         | 46,06       | 5      | 2      |
|                          | Annick Barboteu          | LR                       | 373          | 21,64        |             |             |        |        |
|                          |                          |                          |              |              |             |             |        |        |
| Votes valides            | Votes valides            | Votes valides            | 1 724        | 96,96        | 1 895       | 96,14       |        |        |
| Votes blancs             | Votes blancs             | Votes blancs             | 18           | 1,01         | 28          | 1,42        |        |        |
| Votes nuls               | Votes nuls               | Votes nuls               | 36           | 2,02         | 48          | 2,44        |        |        |
| Total                    | Total                    | Total                    | 1 778        | 100          | 1 971       | 100         | 23     | 11     |
| Abstention               | Abstention               | Abstention               | 1 345        | 43,07        | 1 144       | 36,73       |        |        |
| Inscrits / participation | Inscrits / participation | Inscrits / participation | 3 123        | 56,93        | 3 115       | 63,27       |        |        |

### Argelès-sur-Mer
- Maire sortant : Antoine Parra (PS)
- 33 sièges à pourvoir au conseil municipal (population légale 2017 : 10 383 habitants)
- 8 sièges à pourvoir au conseil communautaire (CC des Albères, de la Côte Vermeille et de l'Illibéris)

|                          | Antoine Parra            | PS                       | 3 047  | 59,71 | 27 | 7 |  |  |
|                          | Charles Campigna         | DVG                      | 1 103  | 21,61 | 3  | 1 |  |  |
|                          | David Triquere           | DVD                      | 953    | 18,68 | 3  | 0 |  |  |
|                          |                          |                          |        |       |    |   |  |  |
| Votes valides            | Votes valides            | Votes valides            | 5 103  | 96,48 |    |   |  |  |
| Votes blancs             | Votes blancs             | Votes blancs             | 82     | 1,55  |    |   |  |  |
| Votes nuls               | Votes nuls               | Votes nuls               | 104    | 1,97  |    |   |  |  |
| Total                    | Total                    | Total                    | 5 289  | 100   | 33 | 8 |  |  |
| Abstention               | Abstention               | Abstention               | 4 865  | 47,91 |    |   |  |  |
| Inscrits / participation | Inscrits / participation | Inscrits / participation | 10 154 | 52,09 |    |   |  |  |

### Bages
- Maire sortant : Serge Soubielle (DVG)
- 27 sièges à pourvoir au conseil municipal (population légale 2017 : 4 174 habitants)
- 3 sièges à pourvoir au conseil communautaire (CC des Albères, de la Côte Vermeille et de l'Illibéris)

| Tête de liste            | Tête de liste               | Liste                    | Premier tour | Premier tour | Second tour | Second tour | Sièges | Sièges |
| Tête de liste            | Tête de liste               | Liste                    | Voix         | %            | Voix        | %           | CM     | CC     |
| ------------------------ | --------------------------- | ------------------------ | ------------ | ------------ | ----------- | ----------- | ------ | ------ |
|                          | Marie Cabrera               | DVG                      | 726          | 41,06        | 999         | 57,18       | 22     | 2      |
|                          | Patrice Aybar               | DIV                      | 478          | 27,04        | 748         | 42,81       | 5      | 1      |
|                          | Marie-Hélène Guéroult-Munoz | DVD                      | 296          | 16,74        |             |             | 0      | 0      |
|                          | Virgine Marques             | DIV                      | 148          | 8,37         | 0           | 0           |        |        |
|                          | Augustin Ferrer             | DIV                      | 120          | 6,79         | 0           | 0           |        |        |
|                          |                             |                          |              |              |             |             |        |        |
| Votes valides            | Votes valides               | Votes valides            | 1 768        | 97,30        | 1 747       | 97,11       |        |        |
| Votes blancs             | Votes blancs                | Votes blancs             | 15           | 0,83         | 28          | 1,56        |        |        |
| Votes nuls               | Votes nuls                  | Votes nuls               | 34           | 1,87         | 24          | 1,33        |        |        |
| Total                    | Total                       | Total                    | 1 817        | 100          | 1 799       | 100         | 27     | 3      |
| Abstention               | Abstention                  | Abstention               | 1 608        | 46,95        | 1 625       | 47,46       |        |        |
| Inscrits / participation | Inscrits / participation    | Inscrits / participation | 3 425        | 53,05        | 3 424       | 52,54       |        |        |

### Baho
- Maire sortant : Patrick Got (LR)
- 23 sièges à pourvoir au conseil municipal (population légale 2017 : 3 217 habitants)
- 1 siège à pourvoir au conseil communautaire (CU Perpignan Méditerranée Métropole)

|              | Patrick Got   | LR           | 943   | 59,99  | 19 | 1 |  |  |
|              | Roger Ducassy | DIV          | 629   | 40,01  | 4  | 0 |  |  |
|              |               |              |       |        |    |   |  |  |
| Inscrits     | Inscrits      | Inscrits     | 2 628 | 100,00 |    |   |  |  |
| Abstentions  | Abstentions   | Abstentions  | 1 017 | 38,70  |    |   |  |  |
| Votants      | Votants       | Votants      | 1 611 | 61,30  |    |   |  |  |
| Votes blancs | Votes blancs  | Votes blancs | 16    | 0,99   |    |   |  |  |
| Votes nuls   | Votes nuls    | Votes nuls   | 23    | 1,43   |    |   |  |  |
| Exprimés     | Exprimés      | Exprimés     | 1 572 | 98,51  |    |   |  |  |

### Banyuls-sur-Mer
- Maire sortant : Jean-Michel Solé (DVD)
- 27 sièges à pourvoir au conseil municipal (population légale 2017 : 4 761 habitants)
- 4 sièges à pourvoir au conseil communautaire (CC des Albères, de la Côte Vermeille et de l'Illibéris)

|                | Jean-Michel Solé       | DVD            | 1 497 | 64,81  | 23 | 4 |  |  |
|                | Emmanuelle Fradet      | DVG            | 517   | 22,38  | 3  | 0 |  |  |
|                | Jean-François Pescador | DVG            | 296   | 12,81  | 1  | 0 |  |  |
|                |                        |                |       |        |    |   |  |  |
| Inscrits       | Inscrits               | Inscrits       | 3 658 | 100,00 |    |   |  |  |
| Abstentions    | Abstentions            | Abstentions    | 1 263 | 34,53  |    |   |  |  |
| Votants        | Votants                | Votants        | 2 395 | 65,47  |    |   |  |  |
| Blancs et nuls | Blancs et nuls         | Blancs et nuls | 85    | 2,32   |    |   |  |  |
| Exprimés       | Exprimés               | Exprimés       | 2 310 | 97,68  |    |   |  |  |

### Bompas
- Maire sortant : Jean-Paul Batlle (DVD)
- 29 sièges à pourvoir au conseil municipal (population légale 2017 : 7 254 habitants)
- 2 sièges à pourvoir au conseil communautaire (CU Perpignan Méditerranée Métropole)

|                | Laurence Ausina        | DVD            | 1 406 | 53,48  | 24 | 2 |  |  |
|                | Monique Morell-Bourret | DIV            | 617   | 23,47  | 3  | 0 |  |  |
|                | Michel Cugullère       | RN             | 451   | 17,15  | 2  | 0 |  |  |
|                | Caroline Langlais      | DIV            | 155   | 5,90   | 0  | 0 |  |  |
|                |                        |                |       |        |    |   |  |  |
| Inscrits       | Inscrits               | Inscrits       | 5 881 | 100,00 |    |   |  |  |
| Abstentions    | Abstentions            | Abstentions    | 3 152 | 53,60  |    |   |  |  |
| Votants        | Votants                | Votants        | 2 729 | 46,40  |    |   |  |  |
| Blancs et nuls | Blancs et nuls         | Blancs et nuls | 100   | 1,70   |    |   |  |  |
| Exprimés       | Exprimés               | Exprimés       | 2 629 | 98,30  |    |   |  |  |

### Cabestany
- Maire sortant : Jean Vila (PCF)
- 33 sièges à pourvoir au conseil municipal (population légale 2017 : 10 106 habitants)
- 3 sièges à pourvoir au conseil communautaire (CU Perpignan Méditerranée Métropole)

|                | Jean Vila        | PCF            | 1 796 | 58,90  | 27 | 3 |  |  |
|                | Philippe Gleizes | DVD            | 819   | 26,86  | 4  | 0 |  |  |
|                | Colette Appert   | LR             | 434   | 14,23  | 2  | 0 |  |  |
|                |                  |                |       |        |    |   |  |  |
| Inscrits       | Inscrits         | Inscrits       | 8 072 | 100,00 |    |   |  |  |
| Abstentions    | Abstentions      | Abstentions    | 5 026 | 61,03  |    |   |  |  |
| Votants        | Votants          | Votants        | 3 146 | 38,97  |    |   |  |  |
| Blancs et nuls | Blancs et nuls   | Blancs et nuls | 97    | 1,20   |    |   |  |  |
| Exprimés       | Exprimés         | Exprimés       | 3 049 | 98,8   |    |   |  |  |

### Canet-en-Roussillon
- Maire sortant : Bernard Dupont (LR)
- 33 sièges à pourvoir au conseil municipal (population légale 2017 : 12 130 habitants)
- 4 sièges à pourvoir au conseil communautaire (CU Perpignan Méditerranée Métropole)

|                | Stéphane Loda      | LR             | 3 562  | 67,37  | 29 | 4 |  |  |
|                | Jean-Marie Palma   | DVD            | 812    | 15,36  | 2  | 0 |  |  |
|                | Sébastien Reignier | DVD            | 470    | 8,89   | 1  | 0 |  |  |
|                | Nadine Pons        | DVG            | 443    | 8,38   | 1  | 0 |  |  |
|                |                    |                |        |        |    |   |  |  |
| Inscrits       | Inscrits           | Inscrits       | 12 049 | 100,00 |    |   |  |  |
| Abstentions    | Abstentions        | Abstentions    | 6 619  | 54,93  |    |   |  |  |
| Votants        | Votants            | Votants        | 5 430  | 45,07  |    |   |  |  |
| Blancs et nuls | Blancs et nuls     | Blancs et nuls | 143    | 1,19   |    |   |  |  |
| Exprimés       | Exprimés           | Exprimés       | 5 287  | 98,81  |    |   |  |  |

### Canohès
- Maire sortant : Jean-Louis Chambon (DVD)
- 29 sièges à pourvoir au conseil municipal (population légale 2017 : 6 097 habitants)
- 1 siège à pourvoir au conseil communautaire (CU Perpignan Méditerranée Métropole)

|                | Jean-Louis Chambon | DVD            | 1 445 | 60,08  | 24 | 1 |  |  |
|                | Jean-Marc Palma    | DVD            | 960   | 39,92  | 5  | 0 |  |  |
|                |                    |                |       |        |    |   |  |  |
| Inscrits       | Inscrits           | Inscrits       | 5 002 | 100,00 |    |   |  |  |
| Abstentions    | Abstentions        | Abstentions    | 2 417 | 48,32  |    |   |  |  |
| Votants        | Votants            | Votants        | 2 585 | 51,68  |    |   |  |  |
| Blancs et nuls | Blancs et nuls     | Blancs et nuls | 180   | 3,60   |    |   |  |  |
| Exprimés       | Exprimés           | Exprimés       | 2 405 | 96,40  |    |   |  |  |

### Céret
- Maire sortant : Alain Torrent (DVG)
- 29 sièges à pourvoir au conseil municipal (population légale 2017 : 7 798 habitants)
- 12 sièges à pourvoir au conseil communautaire (CC du Vallespir)

| Tête de liste            | Tête de liste            | Liste                    | Premier tour | Premier tour | Second tour | Second tour | Sièges | Sièges |
| Tête de liste            | Tête de liste            | Liste                    | Voix         | %            | Voix        | %           | CM     | CC     |
| ------------------------ | ------------------------ | ------------------------ | ------------ | ------------ | ----------- | ----------- | ------ | ------ |
|                          | Michel Coste             | DVG                      | 1 532        | 45,81        | 2 020       | 56,77       | 23     | 10     |
|                          | Patrick Puigmal          | DIV                      | 1 028        | 30,74        | 998         | 28,04       | 4      | 1      |
|                          | Jean-Jacques Planes      | DIV                      | 784          | 23,44        | 540         | 15,17       | 2      | 1      |
|                          |                          |                          |              |              |             |             |        |        |
| Votes valides            | Votes valides            | Votes valides            | 3 344        | 96,82        | 3 558       | 97,11       |        |        |
| Votes blancs             | Votes blancs             | Votes blancs             | 52           | 1,51         | 51          | 1,39        |        |        |
| Votes nuls               | Votes nuls               | Votes nuls               | 58           | 1,68         | 55          | 1,50        |        |        |
| Total                    | Total                    | Total                    | 3 454        | 100          | 3 664       | 100         | 29     | 12     |
| Abstention               | Abstention               | Abstention               | 3 221        | 48,25        | 2 995       | 44,98       |        |        |
| Inscrits / participation | Inscrits / participation | Inscrits / participation | 6 675        | 51,75        | 6 659       | 55,02       |        |        |

### Claira
- Maire sortant : Hélène Malé (DVD)
- 27 sièges à pourvoir au conseil municipal (population légale 2017 : 4 181 habitants)
- 7 sièges à pourvoir au conseil communautaire (CC Corbières Salanque Méditerranée)

| Tête de liste            | Tête de liste            | Liste                    | Premier tour | Premier tour | Second tour | Second tour | Sièges | Sièges |
| Tête de liste            | Tête de liste            | Liste                    | Voix         | %            | Voix        | %           | CM     | CC     |
| ------------------------ | ------------------------ | ------------------------ | ------------ | ------------ | ----------- | ----------- | ------ | ------ |
|                          | Marc Petit               | DVG                      | 552          | 28,25        | 960         | 47,57       | 20     | 6      |
|                          | Angélique Sorli          | DIV                      | 588          | 30,09        | 867         | 42,96       | 6      | 1      |
|                          | Stéphane Bañuls          | DIV                      | 221          | 11,31        | 191         | 9,46        | 1      | 0      |
|                          | Michel Barbé             | DIV                      | 411          | 21,03        | Retrait     | Retrait     | 0      | 0      |
|                          | Daniel Masse             | RN                       | 182          | 9,31         |             |             | 0      | 0      |
|                          |                          |                          |              |              |             |             |        |        |
| Votes valides            | Votes valides            | Votes valides            | 1 954        | 96,35        | 2 018       | 96,60       |        |        |
| Votes blancs             | Votes blancs             | Votes blancs             | 28           | 1,38         | 44          | 2,11        |        |        |
| Votes nuls               | Votes nuls               | Votes nuls               | 46           | 2,27         | 27          | 1,29        |        |        |
| Total                    | Total                    | Total                    | 2 028        | 100          | 2 089       | 100         | 27     | 7      |
| Abstention               | Abstention               | Abstention               | 1 403        | 40,89        | 1 345       | 39,17       |        |        |
| Inscrits / participation | Inscrits / participation | Inscrits / participation | 3 431        | 59,11        | 3 434       | 60,83       |        |        |

### Elne
- Maire sortant : Yves Barniol (DVD)
- 29 sièges à pourvoir au conseil municipal (population légale 2017 : 8 941 habitants)
- 7 sièges à pourvoir au conseil communautaire (CC des Albères, de la Côte Vermeille et de l'Illibéris)

| Tête de liste            | Tête de liste            | Liste                    | Premier tour | Premier tour | Second tour | Second tour | Sièges | Sièges |
| Tête de liste            | Tête de liste            | Liste                    | Voix         | %            | Voix        | %           | CM     | CC     |
| ------------------------ | ------------------------ | ------------------------ | ------------ | ------------ | ----------- | ----------- | ------ | ------ |
|                          | Nicolas Garcia           | PCF                      | 1 696        | 48,86        | 2 223       | 54,04       | 23     | 6      |
|                          | Yves Barniol             | DVD                      | 1 016        | 29,27        | 1 890       | 45,95       | 6      | 1      |
|                          | Jean-Claude Pairet       | DIV                      | 759          | 21,87        | Retrait     | Retrait     | 0      | 0      |
|                          |                          |                          |              |              |             |             |        |        |
| Votes valides            | Votes valides            | Votes valides            | 3 471        | 97,34        | 4 113       | 96,75       |        |        |
| Votes blancs             | Votes blancs             | Votes blancs             | 30           | 0,84         | 76          | 1,79        |        |        |
| Votes nuls               | Votes nuls               | Votes nuls               | 65           | 1,82         | 62          | 1,46        |        |        |
| Total                    | Total                    | Total                    | 3 566        | 100          | 4 251       | 100         | 29     | 7      |
| Abstention               | Abstention               | Abstention               | 3 338        | 51,65        | 2 664       | 38,52       |        |        |
| Inscrits / participation | Inscrits / participation | Inscrits / participation | 6 904        | 48,35        | 6 915       | 61,48       |        |        |

### Espira-de-l'Agly
- Maire sortant : Philippe Fourcade (DVD)
- 23 sièges à pourvoir au conseil municipal (population légale 2017 : 3 455 habitants)
- 1 siège à pourvoir au conseil communautaire (CU Perpignan Méditerranée Métropole)

|                | Philippe Fourcade | DVD            | 991   | 64,56  | 19 | 1 |  |  |
|                | François Gallego  | DIV            | 544   | 35,44  | 4  | 0 |  |  |
|                |                   |                |       |        |    |   |  |  |
| Inscrits       | Inscrits          | Inscrits       | 2 504 | 100,00 |    |   |  |  |
| Abstentions    | Abstentions       | Abstentions    | 899   | 35,90  |    |   |  |  |
| Votants        | Votants           | Votants        | 1 605 | 64,10  |    |   |  |  |
| Blancs et nuls | Blancs et nuls    | Blancs et nuls | 70    | 2,80   |    |   |  |  |
| Exprimés       | Exprimés          | Exprimés       | 1 535 | 97,20  |    |   |  |  |

### Ille-sur-Têt
- Maire sortant : William Burghoffer (PS)
- 29 sièges à pourvoir au conseil municipal (population légale 2017 : 5 446 habitants)
- 9 sièges à pourvoir au conseil communautaire (CC Roussillon Conflent)

|                | William Burghoffer      | PS             | 1 088 | 58,94  | 23 | 7 |  |  |
|                | Jean-Philippe Lecoinnet | RN             | 758   | 41,06  | 6  | 2 |  |  |
|                |                         |                |       |        |    |   |  |  |
| Inscrits       | Inscrits                | Inscrits       | 3 907 | 100,00 |    |   |  |  |
| Abstentions    | Abstentions             | Abstentions    | 1 934 | 49,50  |    |   |  |  |
| Votants        | Votants                 | Votants        | 1 973 | 50,50  |    |   |  |  |
| Blancs et nuls | Blancs et nuls          | Blancs et nuls | 127   | 3,26   |    |   |  |  |
| Exprimés       | Exprimés                | Exprimés       | 1 846 | 96,74  |    |   |  |  |

### Le Barcarès
- Maire sortant : Alain Ferrand (LR)
- 29 sièges à pourvoir au conseil municipal (population légale 2017 : 5 915 habitants)
- 1 siège à pourvoir au conseil communautaire (CU Perpignan Méditerranée Métropole)

|                | Alain Ferrand           | LR             | 2 018 | 60,56  | 24 | 1 |  |  |
|                | Joëlle Iglesias-Ferrand | DVD            | 966   | 28,99  | 4  | 0 |  |  |
|                | Virginie Brodin         | DVD            | 348   | 10,41  | 1  | 0 |  |  |
|                |                         |                |       |        |    |   |  |  |
| Inscrits       | Inscrits                | Inscrits       | 5 811 | 100,00 |    |   |  |  |
| Abstentions    | Abstentions             | Abstentions    | 2 366 | 40,72  |    |   |  |  |
| Votants        | Votants                 | Votants        | 3 445 | 59,28  |    |   |  |  |
| Blancs et nuls | Blancs et nuls          | Blancs et nuls | 113   | 1,95   |    |   |  |  |
| Exprimés       | Exprimés                | Exprimés       | 3 332 | 98,05  |    |   |  |  |

### Le Boulou
- Maire sortant : Nicole Villard-Schlatter (PS)
- 29 sièges à pourvoir au conseil municipal (population légale 2017 : 5 514 habitants)
- 9 sièges à pourvoir au conseil communautaire (CC du Vallespir)

| Tête de liste            | Tête de liste            | Liste                    | Premier tour | Premier tour | Second tour | Second tour | Sièges | Sièges |
| Tête de liste            | Tête de liste            | Liste                    | Voix         | %            | Voix        | %           | CM     | CC     |
| ------------------------ | ------------------------ | ------------------------ | ------------ | ------------ | ----------- | ----------- | ------ | ------ |
|                          | François Comes           | DVG                      | 739          | 36,00        | 1 021       | 44,46       | 22     | 7      |
|                          | Patrick Frances          | DVG                      | 609          | 29,66        | 811         | 35,32       | 5      | 2      |
|                          | Rose-Marie Quintana      | DIV                      | 288          | 14,03        | 224         | 9,75        | 1      | 0      |
|                          | Christiane Bruneau       | DVD                      | 245          | 11,93        | 240         | 10,45       | 1      | 0      |
|                          | Myriam Granat            | DVD                      | 172          | 8,38         | 240         | 10,45       | 1      | 0      |
|                          |                          |                          |              |              |             |             |        |        |
| Votes valides            | Votes valides            | Votes valides            | 2 053        | 95,40        | 2 296       | 96,31       |        |        |
| Votes blancs             | Votes blancs             | Votes blancs             | 42           | 1,95         | 33          | 1,38        |        |        |
| Votes nuls               | Votes nuls               | Votes nuls               | 57           | 2,65         | 55          | 2,31        |        |        |
| Total                    | Total                    | Total                    | 2 152        | 100          | 2 384       | 100         | 29     | 9      |
| Abstention               | Abstention               | Abstention               | 2 253        | 51,15        | 2 025       | 45,93       |        |        |
| Inscrits / participation | Inscrits / participation | Inscrits / participation | 4 405        | 48,85        | 4 409       | 54,07       |        |        |

Note : Au deuxième tour, les listes de Christiane Bruneau et Myriam Granat ont fusionné, avec Alain Granat comme nouvelle tête de liste.

### Le Soler
- Maire sortant : Armelle Revel-Fourcade (LR)
- 29 sièges à pourvoir au conseil municipal (population légale 2017 : 7 710 habitants)
- 2 sièges à pourvoir au conseil communautaire (CU Perpignan Méditerranée Métropole)

|                | Armelle Revel-Fourcade | LR             | 1 693 | 60,29  | 24 | 2 |  |  |
|                | Michel Tixador         | DVD            | 1 115 | 39,71  | 5  | 0 |  |  |
|                |                        |                |       |        |    |   |  |  |
| Inscrits       | Inscrits               | Inscrits       | 6 085 | 100,00 |    |   |  |  |
| Abstentions    | Abstentions            | Abstentions    | 3 150 | 51,77  |    |   |  |  |
| Votants        | Votants                | Votants        | 2 935 | 48,23  |    |   |  |  |
| Blancs et nuls | Blancs et nuls         | Blancs et nuls | 127   | 2,08   |    |   |  |  |
| Exprimés       | Exprimés               | Exprimés       | 2 808 | 97,92  |    |   |  |  |

### Millas
- Maire sortant : Damienne Beffara (PS)
- 27 sièges à pourvoir au conseil municipal (population légale 2017 : 4 279 habitants)
- 7 sièges à pourvoir au conseil communautaire (CC Roussillon Conflent)

| Tête de liste            | Tête de liste            | Liste                    | Premier tour | Premier tour | Second tour | Second tour | Sièges | Sièges |
| Tête de liste            | Tête de liste            | Liste                    | Voix         | %            | Voix        | %           | CM     | CC     |
| ------------------------ | ------------------------ | ------------------------ | ------------ | ------------ | ----------- | ----------- | ------ | ------ |
|                          | Jacques Garsau           | MR                       | 609          | 38,16        | 838         | 45,66       | 20     | 6      |
|                          | Damienne Beffara         | PS                       | 557          | 34,90        | 637         | 34,71       | 5      | 1      |
|                          | Ginette Moral            | DVG                      | 430          | 26,94        | 360         | 19,61       | 2      | 0      |
|                          |                          |                          |              |              |             |             |        |        |
| Votes valides            | Votes valides            | Votes valides            | 1 596        | 95,74        | 1 835       | 96,94       |        |        |
| Votes blancs             | Votes blancs             | Votes blancs             | 26           | 1,56         | 32          | 1,69        |        |        |
| Votes nuls               | Votes nuls               | Votes nuls               | 45           | 2,70         | 26          | 1,37        |        |        |
| Total                    | Total                    | Total                    | 1 667        | 100          | 1 893       | 100         | 27     | 7      |
| Abstention               | Abstention               | Abstention               | 1 284        | 43,51        | 1 061       | 35,92       |        |        |
| Inscrits / participation | Inscrits / participation | Inscrits / participation | 2 951        | 56,49        | 2 954       | 64,08       |        |        |

### Palau-del-Vidre
- Maire sortant : 	Marcel Descossy (LR)
- 23 sièges à pourvoir au conseil municipal (population légale 2017 : 3 142 habitants)
- 3 sièges à pourvoir au conseil communautaire (CC des Albères, de la Côte Vermeille et de l'Illibéris)

| Tête de liste            | Tête de liste            | Liste                    | Premier tour | Premier tour | Second tour | Second tour | Sièges | Sièges |
| Tête de liste            | Tête de liste            | Liste                    | Voix         | %            | Voix        | %           | CM     | CC     |
| ------------------------ | ------------------------ | ------------------------ | ------------ | ------------ | ----------- | ----------- | ------ | ------ |
|                          | Bruno Galan              | LR                       | 535          | 36,92        | 603         | 37,61       | 16     | 2      |
|                          | Marcel Descossy          | LR                       | 473          | 32,64        | 533         | 33,25       | 4      | 1      |
|                          | Gilles Rolland           | DVG                      | 441          | 30,43        | 467         | 29,13       | 3      | 0      |
|                          |                          |                          |              |              |             |             |        |        |
| Votes valides            | Votes valides            | Votes valides            | 1 449        | 98,71        | 1 603       | 98,34       |        |        |
| Votes blancs             | Votes blancs             | Votes blancs             | 13           | 0,89         | 18          | 1,10        |        |        |
| Votes nuls               | Votes nuls               | Votes nuls               | 6            | 0,41         | 9           | 0,55        |        |        |
| Total                    | Total                    | Total                    | 1 468        | 100          | 1 630       | 100         | 23     | 3      |
| Abstention               | Abstention               | Abstention               | 1 023        | 41,07        | 862         | 34,59       |        |        |
| Inscrits / participation | Inscrits / participation | Inscrits / participation | 2 491        | 58,93        | 2 492       | 65,41       |        |        |

### Perpignan
- Maire sortant : Jean-Marc Pujol (LR)
- 55 sièges à pourvoir au conseil municipal (population légale 2017 : 120 158 habitants)
- 40 sièges à pourvoir au conseil communautaire (CU Perpignan Méditerranée Métropole)

|                                                        |                          |                           |              |              |             |             |        |        |  |
| Tête de liste                                          | Tête de liste            | Liste                     | Premier tour | Premier tour | Second tour | Second tour | Sièges | Sièges |  |
| Tête de liste                                          | Tête de liste            | Liste                     | Voix         | %            | Voix        | %           | CM     | CC     |  |
|                                                        | Louis Aliot              | RN                        | 9 273        | 35,65        | 15 743      | 53,09       | 42     | 31     |  |
| Perpignan, l'avenir en grand                           |                          |                           | 9 273        | 35,65        | 15 743      | 53,09       | 42     | 31     |  |
|                                                        | Jean-Marc Pujol          | LR - LC                   | 4 794        | 18,43        | 13 908      | 46,90       | 13     | 9      |  |
| Perpignan pour vous                                    |                          |                           | 4 794        | 18,43        | 13 908      | 46,90       | 13     | 9      |  |
|                                                        | Agnès Langevine          | EELV - PS - PP - PRG - GÉ | 3 774        | 14,51        | Retrait     | Retrait     | 0      | 0      |  |
| Enfin l'écologie ! tout Perpignan avec Agnès Langevine |                          |                           | 3 774        | 14,51        | Retrait     | Retrait     | 0      | 0      |  |
|                                                        | Romain Grau              | LREM - MoDem - UDI - Agir | 3 425        | 13,17        | Retrait     | Retrait     | 0      | 0      |  |
| Pour Perpignan                                         |                          |                           | 3 425        | 13,17        | Retrait     | Retrait     | 0      | 0      |  |
|                                                        | Caroline Forgues         | PCF - NPA - LFI - G.s     | 1 710        | 6,57         |             |             | 0      | 0      |  |
| L'Alternative ! Perpignan écologique et solidaire      |                          |                           | 1 710        | 6,57         |             |             | 0      | 0      |  |
|                                                        | Clotilde Ripoull         | DIV                       | 1 560        | 5,99         | 0           | 0           |        |        |  |
| Libres !                                               |                          |                           | 1 560        | 5,99         | 0           | 0           |        |        |  |
|                                                        | Olivier Amiel            | LR diss. - MHAN           | 936          | 3,59         | 0           | 0           |        |        |  |
| Perpignan la républicaine                              |                          |                           | 936          | 3,59         | 0           | 0           |        |        |  |
|                                                        | Alexandre Bolo           | RN diss.                  | 335          | 1,28         | 0           | 0           |        |        |  |
| Rassemblement pour Perpignan                           |                          |                           | 335          | 1,28         | 0           | 0           |        |        |  |
|                                                        | Pascale Advenard         | LO                        | 197          | 0,75         | 0           | 0           |        |        |  |
| Faire entendre le camp des travailleurs                |                          |                           | 197          | 0,75         | 0           | 0           |        |        |  |
|                                                        |                          |                           |              |              |             |             |        |        |  |
| Votes valides                                          | Votes valides            | Votes valides             | 26 004       | 97,88        | 29 651      | 93,73       |        |        |  |
| Votes blancs                                           | Votes blancs             | Votes blancs              | 211          | 0,79         | 1 235       | 3,90        |        |        |  |
| Votes nuls                                             | Votes nuls               | Votes nuls                | 350          | 1,32         | 750         | 2,37        |        |        |  |
| Total                                                  | Total                    | Total                     | 26 565       | 100          | 31 636      | 100         | 55     | 40     |  |
| Abstention                                             | Abstention               | Abstention                | 40 295       | 60,27        | 35 345      | 52,77       |        |        |  |
| Inscrits / participation                               | Inscrits / participation | Inscrits / participation  | 66 860       | 39,73        | 66 981      | 47,23       |        |        |  |

### Pézilla-la-Rivière
- Maire sortant : Jean-Paul Billès (DVD)
- 27 sièges à pourvoir au conseil municipal (population légale 2017 : 3 662 habitants)
- 1 siège à pourvoir au conseil communautaire (CU Perpignan Méditerranée Métropole)

|                          | Jean-Paul Billès         | DVD                      | 1 122 | 64,89 | 23 | 1 |  |  |
|                          | Xavier Roca              | DIV                      | 607   | 35,11 | 4  | 0 |  |  |
|                          |                          |                          |       |       |    |   |  |  |
| Votes valides            | Votes valides            | Votes valides            | 1 729 | 96,32 |    |   |  |  |
| Votes blancs             | Votes blancs             | Votes blancs             | 16    | 0,89  |    |   |  |  |
| Votes nuls               | Votes nuls               | Votes nuls               | 50    | 2,79  |    |   |  |  |
| Total                    | Total                    | Total                    | 1 795 | 100   | 27 | 1 |  |  |
| Abstention               | Abstention               | Abstention               | 1 044 | 36,77 |    |   |  |  |
| Inscrits / participation | Inscrits / participation | Inscrits / participation | 2 839 | 63,23 |    |   |  |  |

### Pia
- Maire sortant : Michel Maffre (PS)
- 29 sièges à pourvoir au conseil municipal (population légale 2017 : 9 035 habitants)
- 17 sièges à pourvoir au conseil communautaire (CC Corbières Salanque Méditerranée)

| Tête de liste            | Tête de liste            | Liste                    | Premier tour | Premier tour | Second tour | Second tour | Sièges | Sièges |
| Tête de liste            | Tête de liste            | Liste                    | Voix         | %            | Voix        | %           | CM     | CC     |
| ------------------------ | ------------------------ | ------------------------ | ------------ | ------------ | ----------- | ----------- | ------ | ------ |
|                          | Jérôme Palmade           | DVD                      | 1 295        | 37,74        | 1 943       | 46,19       | 22     | 13     |
|                          | Michel Maffre            | PS                       | 1 105        | 32,21        | 1 546       | 36,75       | 5      | 3      |
|                          | René Martinez            | DVG                      | 870          | 25,36        | 717         | 17,04       | 2      | 1      |
|                          | Françoise Hurtado        | PS                       | 161          | 4,69         |             |             | 0      | 0      |
|                          |                          |                          |              |              |             |             |        |        |
| Votes valides            | Votes valides            | Votes valides            | 3 431        | 96,92        | 4 206       | 97,47       |        |        |
| Votes blancs             | Votes blancs             | Votes blancs             | 43           | 1,21         | 52          | 1,21        |        |        |
| Votes nuls               | Votes nuls               | Votes nuls               | 66           | 1,86         | 57          | 1,32        |        |        |
| Total                    | Total                    | Total                    | 3 540        | 100          | 4 315       | 100         | 29     | 17     |
| Abstention               | Abstention               | Abstention               | 3 705        | 51,14        | 2 949       | 40,60       |        |        |
| Inscrits / participation | Inscrits / participation | Inscrits / participation | 7 245        | 48,86        | 7 264       | 59,40       |        |        |

### Pollestres
- Maire sortant : Daniel Mach (LR)
- 27 sièges à pourvoir au conseil municipal (population légale 2017 : 4 887 habitants)
- 1 siège à pourvoir au conseil communautaire (CU Perpignan Méditerranée Métropole)

|                          | Jean-Charles Moriconi    | LR                       | 1 636 | 100   | 27 | 1 |  |  |
|                          |                          |                          |       |       |    |   |  |  |
| Votes valides            | Votes valides            | Votes valides            | 1 636 | 90,54 |    |   |  |  |
| Votes blancs             | Votes blancs             | Votes blancs             | 77    | 4,26  |    |   |  |  |
| Votes nuls               | Votes nuls               | Votes nuls               | 94    | 5,20  |    |   |  |  |
| Total                    | Total                    | Total                    | 1 807 | 100   | 27 | 1 |  |  |
| Abstention               | Abstention               | Abstention               | 2 356 | 56,59 |    |   |  |  |
| Inscrits / participation | Inscrits / participation | Inscrits / participation | 4 163 | 43,41 |    |   |  |  |

### Port-Vendres
- Maire sortant : Jean-Pierre Romero (LR)
- 27 sièges à pourvoir au conseil municipal (population légale 2017 : 4 129 habitants)
- 4 sièges à pourvoir au conseil communautaire (CC des Albères, de la Côte Vermeille et de l'Illibéris)

|                          | Grégory Marty            | DVD                      | 1 221 | 59,10 | 22 | 3 |  |  |
|                          | Jean-Pierre Romero       | LR                       | 845   | 40,90 | 5  | 1 |  |  |
|                          |                          |                          |       |       |    |   |  |  |
| Votes valides            | Votes valides            | Votes valides            | 2 066 | 97,00 |    |   |  |  |
| Votes blancs             | Votes blancs             | Votes blancs             | 26    | 1,22  |    |   |  |  |
| Votes nuls               | Votes nuls               | Votes nuls               | 38    | 1,78  |    |   |  |  |
| Total                    | Total                    | Total                    | 2 130 | 100   | 27 | 4 |  |  |
| Abstention               | Abstention               | Abstention               | 1 121 | 34,48 |    |   |  |  |
| Inscrits / participation | Inscrits / participation | Inscrits / participation | 3 251 | 65,52 |    |   |  |  |

### Prades
- Maire sortant : Jean Castex (LR)
- 29 sièges à pourvoir au conseil municipal (population légale 2017 : 6 124 habitants)
- 19 sièges à pourvoir au conseil communautaire (CC Conflent Canigó)

|                          | Jean Castex              | LR                       | 1 756 | 75,72 | 26 | 17 |  |  |
|                          | Nicolas Berjoan          | DVG                      | 563   | 24,27 | 3  | 2  |  |  |
|                          |                          |                          |       |       |    |    |  |  |
| Votes valides            | Votes valides            | Votes valides            | 2 319 | 96,95 |    |    |  |  |
| Votes blancs             | Votes blancs             | Votes blancs             | 30    | 1,25  |    |    |  |  |
| Votes nuls               | Votes nuls               | Votes nuls               | 43    | 1,80  |    |    |  |  |
| Total                    | Total                    | Total                    | 2 392 | 100   | 29 | 19 |  |  |
| Abstention               | Abstention               | Abstention               | 2 063 | 46,31 |    |    |  |  |
| Inscrits / participation | Inscrits / participation | Inscrits / participation | 4 455 | 53,69 |    |    |  |  |

### Rivesaltes
- Maire sortant : André Bascou (LR)
- 29 sièges à pourvoir au conseil municipal (population légale 2017 : 8 610 habitants)
- 2 sièges à pourvoir au conseil communautaire (CU Perpignan Méditerranée Métropole)

| Tête de liste            | Tête de liste            | Liste                    | Premier tour | Premier tour | Second tour | Second tour | Sièges | Sièges |
| Tête de liste            | Tête de liste            | Liste                    | Voix         | %            | Voix        | %           | CM     | CC     |
| ------------------------ | ------------------------ | ------------------------ | ------------ | ------------ | ----------- | ----------- | ------ | ------ |
|                          | André Bascou             | LR                       | 1 314        | 44,86        | 1 411       | 46,59       | 22     | 2      |
|                          | Joël Diago               | DIV                      | 620          | 21,16        | 778         | 25,69       | 4      | 0      |
|                          | Mickaël Valade           | DVG                      | 498          | 17,00        | 510         | 16,84       | 2      | 0      |
|                          | Julien Potel             | RN                       | 421          | 14,37        | 329         | 10,86       | 1      | 0      |
|                          | Jean Soley               | DIV                      | 76           | 2,59         |             |             | 0      | 0      |
|                          |                          |                          |              |              |             |             |        |        |
| Votes valides            | Votes valides            | Votes valides            | 2 929        | 96,76        | 3 028       | 96,93       |        |        |
| Votes blancs             | Votes blancs             | Votes blancs             | 29           | 0,96         | 40          | 1,28        |        |        |
| Votes nuls               | Votes nuls               | Votes nuls               | 69           | 2,28         | 56          | 1,79        |        |        |
| Total                    | Total                    | Total                    | 3 027        | 100          | 3 124       | 100         | 29     | 2      |
| Abstention               | Abstention               | Abstention               | 3 728        | 55,19        | 3 636       | 53,79       |        |        |
| Inscrits / participation | Inscrits / participation | Inscrits / participation | 6 755        | 44,81        | 6 760       | 46,21       |        |        |

### Saint-André
- Maire sortant : Francis Manent (PRG)
- 23 sièges à pourvoir au conseil municipal (population légale 2017 : 3 443 habitants)
- 3 sièges à pourvoir au conseil communautaire (CC des Albères, de la Côte Vermeille et de l'Illibéris)

|                          | Samuel Moli              | DVG                      | 1 033 | 68,91 | 20 | 3 |  |  |
|                          | Sabine Colomer           | DIV                      | 178   | 11,87 | 1  | 0 |  |  |
|                          | Ludovic Lobjois          | DIV                      | 157   | 10,47 | 1  | 0 |  |  |
|                          | Régis Culot              | DIV                      | 131   | 8,73  | 1  | 0 |  |  |
|                          |                          |                          |       |       |    |   |  |  |
| Votes valides            | Votes valides            | Votes valides            | 1 499 | 98,17 |    |   |  |  |
| Votes blancs             | Votes blancs             | Votes blancs             | 14    | 0,92  |    |   |  |  |
| Votes nuls               | Votes nuls               | Votes nuls               | 14    | 0,92  |    |   |  |  |
| Total                    | Total                    | Total                    | 1 527 | 100   | 23 | 3 |  |  |
| Abstention               | Abstention               | Abstention               | 1 273 | 45,46 |    |   |  |  |
| Inscrits / participation | Inscrits / participation | Inscrits / participation | 2 800 | 54,54 |    |   |  |  |

### Saint-Cyprien
- Maire sortant : Thierry Del Poso (LR)
- 33 sièges à pourvoir au conseil municipal (population légale 2017 : 10 511 habitants)
- 18 sièges à pourvoir au conseil communautaire (CC Sud Roussillon)

|                          | Thierry Del Poso         | LR                       | 2 754  | 63,55 | 28 | 15 |  |  |
|                          | Ange Garcia              | RN                       | 985    | 22,73 | 3  | 2  |  |  |
|                          | Bernard Beaucourt        | DIV                      | 594    | 13,70 | 2  | 1  |  |  |
|                          |                          |                          |        |       |    |    |  |  |
| Votes valides            | Votes valides            | Votes valides            | 4 333  | 95,23 |    |    |  |  |
| Votes blancs             | Votes blancs             | Votes blancs             | 83     | 1,82  |    |    |  |  |
| Votes nuls               | Votes nuls               | Votes nuls               | 134    | 2,95  |    |    |  |  |
| Total                    | Total                    | Total                    | 4 550  | 100   | 33 | 18 |  |  |
| Abstention               | Abstention               | Abstention               | 5 553  | 54,96 |    |    |  |  |
| Inscrits / participation | Inscrits / participation | Inscrits / participation | 10 103 | 45,04 |    |    |  |  |

### Saint-Estève
- Maire sortant : Robert Vila (LR)
- 33 sièges à pourvoir au conseil municipal (population légale 2017 : 11 658 habitants)
- 3 sièges à pourvoir au conseil communautaire (CU Perpignan Méditerranée Métropole)

|                          | Robert Vila              | LR                       | 2 571 | 100   | 33 | 3 |  |  |
|                          |                          |                          |       |       |    |   |  |  |
| Votes valides            | Votes valides            | Votes valides            | 2 571 | 85,81 |    |   |  |  |
| Votes blancs             | Votes blancs             | Votes blancs             | 213   | 7,11  |    |   |  |  |
| Votes nuls               | Votes nuls               | Votes nuls               | 212   | 7,08  |    |   |  |  |
| Total                    | Total                    | Total                    | 2 996 | 100   | 33 | 3 |  |  |
| Abstention               | Abstention               | Abstention               | 5 668 | 65,42 |    |   |  |  |
| Inscrits / participation | Inscrits / participation | Inscrits / participation | 8 664 | 34,58 |    |   |  |  |

### Saint-Hippolyte
- Maire sortant : Madeleine Garcia-Vidal (DVG)
- 23 sièges à pourvoir au conseil municipal (population légale 2017 : 3 052 habitants)
- 1 siège à pourvoir au conseil communautaire (CU Perpignan Méditerranée Métropole)

|                          | Madeleine Garcia-Vidal   | DVG                      | 874   | 100   | 23 | 1 |  |  |
|                          |                          |                          |       |       |    |   |  |  |
| Votes valides            | Votes valides            | Votes valides            | 874   | 83,16 |    |   |  |  |
| Votes blancs             | Votes blancs             | Votes blancs             | 69    | 6,57  |    |   |  |  |
| Votes nuls               | Votes nuls               | Votes nuls               | 108   | 10,28 |    |   |  |  |
| Total                    | Total                    | Total                    | 1 051 | 100   | 23 | 1 |  |  |
| Abstention               | Abstention               | Abstention               | 1 451 | 57,99 |    |   |  |  |
| Inscrits / participation | Inscrits / participation | Inscrits / participation | 2 502 | 42,01 |    |   |  |  |

### Saint-Laurent-de-la-Salanque
- Maire sortant : Alain Got (LREM)
- 33 sièges à pourvoir au conseil municipal (population légale 2017 : 10 246 habitants)
- 3 sièges à pourvoir au conseil communautaire (CU Perpignan Méditerranée Métropole)

| Tête de liste            | Tête de liste            | Liste                    | Premier tour | Premier tour | Second tour | Second tour | Sièges | Sièges |
| Tête de liste            | Tête de liste            | Liste                    | Voix         | %            | Voix        | %           | CM     | CC     |
| ------------------------ | ------------------------ | ------------------------ | ------------ | ------------ | ----------- | ----------- | ------ | ------ |
|                          | Alain Got                | LREM                     | 1 676        | 36,94        | 2 680       | 52,53       | 25     | 2      |
|                          | Franck Sasot             | DVD                      | 1 408        | 31,04        | 2 421       | 47,46       | 8      | 1      |
|                          | Laurence Gossard-Delonca | DVG                      | 1 068        | 23,54        |             |             |        |        |
|                          | François Lietta          | DVD                      | 384          | 8,46         |             |             |        |        |
|                          |                          |                          |              |              |             |             |        |        |
| Votes valides            | Votes valides            | Votes valides            | 4 536        | 96,82        | 5 101       | 96,03       |        |        |
| Votes blancs             | Votes blancs             | Votes blancs             | 50           | 1,07         | 95          | 1,79        |        |        |
| Votes nuls               | Votes nuls               | Votes nuls               | 99           | 2,11         | 116         | 2,18        |        |        |
| Total                    | Total                    | Total                    | 4 685        | 100          | 5 312       | 100         | 33     | 3      |
| Abstention               | Abstention               | Abstention               | 3 712        | 44,21        | 3 097       | 36,83       |        |        |
| Inscrits / participation | Inscrits / participation | Inscrits / participation | 8 397        | 55,79        | 8 409       | 63,17       |        |        |

### Sainte-Marie-la-Mer
- Maire sortant : Pierre Roig (LR)
- 27 sièges à pourvoir au conseil municipal (population légale 2017 : 4 773 habitants)
- 1 siège à pourvoir au conseil communautaire (CU Perpignan Méditerranée Métropole)

|                          | Edmond Jorda             | DVD                      | 1 578 | 100   | 27 | 1 |  |  |
|                          |                          |                          |       |       |    |   |  |  |
| Votes valides            | Votes valides            | Votes valides            | 1 578 | 87,76 |    |   |  |  |
| Votes blancs             | Votes blancs             | Votes blancs             | 99    | 5,51  |    |   |  |  |
| Votes nuls               | Votes nuls               | Votes nuls               | 121   | 6,73  |    |   |  |  |
| Total                    | Total                    | Total                    | 1 798 | 100   | 27 | 1 |  |  |
| Abstention               | Abstention               | Abstention               | 2 303 | 56,16 |    |   |  |  |
| Inscrits / participation | Inscrits / participation | Inscrits / participation | 4 101 | 43,84 |    |   |  |  |

### Saleilles
- Maire sortant : François Rallo (LR)
- 29 sièges à pourvoir au conseil municipal (population légale 2017 : 5 282 habitants)
- 1 siège à pourvoir au conseil communautaire (CU Perpignan Méditerranée Métropole)

|                          | François Rallo           | LR                       | 1 337 | 67,93 | 25 | 1 |  |  |
|                          | José Cascales            | DIV                      | 631   | 32,06 | 4  | 0 |  |  |
|                          |                          |                          |       |       |    |   |  |  |
| Votes valides            | Votes valides            | Votes valides            | 1 968 | 97,76 |    |   |  |  |
| Votes blancs             | Votes blancs             | Votes blancs             | 21    | 1,04  |    |   |  |  |
| Votes nuls               | Votes nuls               | Votes nuls               | 24    | 1,19  |    |   |  |  |
| Total                    | Total                    | Total                    | 2 013 | 100   | 29 | 1 |  |  |
| Abstention               | Abstention               | Abstention               | 2 242 | 52,69 |    |   |  |  |
| Inscrits / participation | Inscrits / participation | Inscrits / participation | 4 255 | 47,31 |    |   |  |  |

### Salses-le-Château
- Maire sortant : Jean-Jacques Lopez (PS)
- 27 sièges à pourvoir au conseil municipal (population légale 2017 : 3 501 habitants)
- 6 sièges à pourvoir au conseil communautaire (CC Corbières Salanque Méditerranée)

|                          | Jean-Jacques Lopez          | PS                       | 813   | 51,91 | 21 | 5 |  |  |
|                          | Jean-Claude Estirach        | DVD                      | 352   | 22,47 | 3  | 1 |  |  |
|                          | Arnaud Gazagnol             | DVG                      | 284   | 18,13 | 2  | 0 |  |  |
|                          | Marie-Claude Conte-Grégoire | DVG                      | 117   | 7,47  | 1  | 0 |  |  |
|                          |                             |                          |       |       |    |   |  |  |
| Votes valides            | Votes valides               | Votes valides            | 1 566 | 97,21 |    |   |  |  |
| Votes blancs             | Votes blancs                | Votes blancs             | 11    | 0,68  |    |   |  |  |
| Votes nuls               | Votes nuls                  | Votes nuls               | 34    | 2,11  |    |   |  |  |
| Total                    | Total                       | Total                    | 1 611 | 100   | 27 | 6 |  |  |
| Abstention               | Abstention                  | Abstention               | 677   | 29,59 |    |   |  |  |
| Inscrits / participation | Inscrits / participation    | Inscrits / participation | 2 288 | 70,41 |    |   |  |  |

### Sorède
- Maire sortant : Yves Porteix (LREM)
- 23 sièges à pourvoir au conseil municipal (population légale 2017 : 3 267 habitants)
- 3 sièges à pourvoir au conseil communautaire (CC des Albères, de la Côte Vermeille et de l'Illibéris)

|                          | Yves Porteix             | LREM                     | 915   | 65,40 | 19 | 2 |  |  |
|                          | Yvette Periot            | DIV                      | 484   | 34,59 | 4  | 1 |  |  |
|                          |                          |                          |       |       |    |   |  |  |
| Votes valides            | Votes valides            | Votes valides            | 1 399 | 97,70 |    |   |  |  |
| Votes blancs             | Votes blancs             | Votes blancs             | 13    | 0,91  |    |   |  |  |
| Votes nuls               | Votes nuls               | Votes nuls               | 20    | 1,40  |    |   |  |  |
| Total                    | Total                    | Total                    | 1 432 | 100   | 23 | 3 |  |  |
| Abstention               | Abstention               | Abstention               | 1 262 | 46,84 |    |   |  |  |
| Inscrits / participation | Inscrits / participation | Inscrits / participation | 2 694 | 53,16 |    |   |  |  |

### Thuir
- Maire sortant : René Olive (PS)
- 29 sièges à pourvoir au conseil municipal (population légale 2017 : 7 635 habitants)
- 14 sièges à pourvoir au conseil communautaire (CC des Aspres)

|                          | René Olive               | PS                       | 2 339 | 74,51 | 26 | 12 |  |  |
|                          | Sébastien Cazenove       | LREM                     | 800   | 25,48 | 3  | 2  |  |  |
|                          |                          |                          |       |       |    |    |  |  |
| Votes valides            | Votes valides            | Votes valides            | 3 139 | 94,92 |    |    |  |  |
| Votes blancs             | Votes blancs             | Votes blancs             | 72    | 2,18  |    |    |  |  |
| Votes nuls               | Votes nuls               | Votes nuls               | 96    | 2,90  |    |    |  |  |
| Total                    | Total                    | Total                    | 3 307 | 100   | 29 | 14 |  |  |
| Abstention               | Abstention               | Abstention               | 3 004 | 47,60 |    |    |  |  |
| Inscrits / participation | Inscrits / participation | Inscrits / participation | 6 311 | 52,40 |    |    |  |  |

### Torreilles
- Maire sortant : Marc Médina (DVD)
- 27 sièges à pourvoir au conseil municipal (population légale 2017 : 3 812 habitants)
- 1 siège à pourvoir au conseil communautaire (CU Perpignan Méditerranée Métropole)

|                          | Marc Medina              | DVD                      | 1 362 | 86,91 | 26 | 1 |  |  |
|                          | Catherine Mamontoff      | DIV                      | 205   | 13,08 | 1  | 0 |  |  |
|                          |                          |                          |       |       |    |   |  |  |
| Votes valides            | Votes valides            | Votes valides            | 1 567 | 97,09 |    |   |  |  |
| Votes blancs             | Votes blancs             | Votes blancs             | 11    | 0,68  |    |   |  |  |
| Votes nuls               | Votes nuls               | Votes nuls               | 36    | 2,23  |    |   |  |  |
| Total                    | Total                    | Total                    | 1 614 | 100   | 27 | 1 |  |  |
| Abstention               | Abstention               | Abstention               | 1 465 | 47,58 |    |   |  |  |
| Inscrits / participation | Inscrits / participation | Inscrits / participation | 3 079 | 52,42 |    |   |  |  |

### Toulouges
- Maire sortant : Jean Roque (PS)
- 29 sièges à pourvoir au conseil municipal (population légale 2017 : 6 881 habitants)
- 2 sièges à pourvoir au conseil communautaire (CU Perpignan Méditerranée Métropole)

| Tête de liste            | Tête de liste            | Liste                    | Premier tour | Premier tour | Second tour | Second tour | Sièges | Sièges |
| Tête de liste            | Tête de liste            | Liste                    | Voix         | %            | Voix        | %           | CM     | CC     |
| ------------------------ | ------------------------ | ------------------------ | ------------ | ------------ | ----------- | ----------- | ------ | ------ |
|                          | Nicolas Barthe           | DVG                      | 1 138        | 40,48        | 1 453       | 47,32       | 22     | 2      |
|                          | Jean Roque               | PS                       | 1 372        | 48,80        | 1 442       | 46,97       | 7      | 0      |
|                          | Olivier Brosed           | RN                       | 301          | 10,70        | 175         | 5,70        | 0      | 0      |
|                          |                          |                          |              |              |             |             |        |        |
| Votes valides            | Votes valides            | Votes valides            | 2 811        | 97,98        | 3 070       | 54,72       |        |        |
| Votes blancs             | Votes blancs             | Votes blancs             | 13           | 0,45         | 16          | 0,51        |        |        |
| Votes nuls               | Votes nuls               | Votes nuls               | 45           | 1,57         | 24          | 0,77        |        |        |
| Total                    | Total                    | Total                    | 2 869        | 100          | 3 110       | 100         | 29     | 2      |
| Abstention               | Abstention               | Abstention               | 2 739        | 48,84        | 2 500       | 44,56       |        |        |
| Inscrits / participation | Inscrits / participation | Inscrits / participation | 5 608        | 51,16        | 5 610       | 55,44       |        |        |

### Villelongue-de-la-Salanque
- Maire sortant : José Lloret (DVD)
- 23 sièges à pourvoir au conseil municipal (population légale 2017 : 3 254 habitants)
- 1 siège à pourvoir au conseil communautaire (CU Perpignan Méditerranée Métropole)

| Tête de liste            | Tête de liste            | Liste                    | Premier tour | Premier tour | Second tour | Second tour | Sièges | Sièges |
| Tête de liste            | Tête de liste            | Liste                    | Voix         | %            | Voix        | %           | CM     | CC     |
| ------------------------ | ------------------------ | ------------------------ | ------------ | ------------ | ----------- | ----------- | ------ | ------ |
|                          | Whueymar Deffradas       | DIV                      | 610          | 39,53        | 774         | 46,31       | 18     | 1      |
|                          | José Lloret              | DVD                      | 706          | 45,75        | 774         | 46,31       | 5      | 0      |
|                          | Corinne Deviers          | DVD                      | 227          | 14,71        | 123         | 7,36        | 0      | 0      |
|                          |                          |                          |              |              |             |             |        |        |
| Votes valides            | Votes valides            | Votes valides            | 1 543        | 97,53        | 1 671       | 96,81       |        |        |
| Votes blancs             | Votes blancs             | Votes blancs             | 16           | 1,01         | 36          | 2,09        |        |        |
| Votes nuls               | Votes nuls               | Votes nuls               | 23           | 1,45         | 19          | 1,10        |        |        |
| Total                    | Total                    | Total                    | 1 582        | 100          | 1 726       | 100         | 23     | 1      |
| Abstention               | Abstention               | Abstention               | 952          | 37,57        | 819         | 32,18       |        |        |
| Inscrits / participation | Inscrits / participation | Inscrits / participation | 2 534        | 62,43        | 2 545       | 67,82       |        |        |

### Villeneuve-de-la-Raho
- Maire sortant : Jacqueline Irles (LR)
- 27 sièges à pourvoir au conseil municipal (population légale 2017 : 3 926 habitants)
- 1 siège à pourvoir au conseil communautaire (CU Perpignan Méditerranée Métropole)

| Tête de liste            | Tête de liste            | Liste                    | Premier tour | Premier tour | Sièges | Sièges |
| Tête de liste            | Tête de liste            | Liste                    | Voix         | %            | CM     | CC     |
| ------------------------ | ------------------------ | ------------------------ | ------------ | ------------ | ------ | ------ |
|                          | Jacqueline Irles         | LR                       | 1 439        | 70,81        | 23     | 1      |
|                          | Christophe Zaprilla      | DIV                      | 593          | 29,18        | 4      | 0      |
|                          |                          |                          |              |              |        |        |
| Votes valides            | Votes valides            | Votes valides            | 2 032        | 97,50        |        |        |
| Votes blancs             | Votes blancs             | Votes blancs             | 31           | 1,49         |        |        |
| Votes nuls               | Votes nuls               | Votes nuls               | 21           | 1,01         |        |        |
| Total                    | Total                    | Total                    | 2 084        | 100          | 27     | 1      |
| Abstention               | Abstention               | Abstention               | 1 579        | 43,11        |        |        |
| Inscrits / participation | Inscrits / participation | Inscrits / participation | 3 663        | 56,89        |        |        |